# Verisign
Verisign — американська компанія з міста Рестон, Вірджинія, яка підтримує різноманітні мережеві інфраструктури, враховуючи два з тринадцяти існуючих кореневих серверів DNS, авторитетний реєстр доменів верхнього рівня .com, .net, загальні домени верхнього рівня .name і домени верхнього рівня з кодом країни .cc і .tv, а також серверні системи для доменів .jobs і .edu. Verisign також пропонує послуги з забезпечення безпеки, включаючи керовану службу DNS, протидію розподіленим атакам типу «відмова в обслуговуванні» (DDoS) і сповіщення про кібер-загрози.

## Історія
Verisign була заснована в 1995 році як допоміжна компанія RSA Security із сертифікаційних послуг. Нова компанія отримала ліцензії на ключові криптографічні патенти, що належать RSA (термін дії яких закінчився в 2000 році), а також обмежену за часом угоду про неконкуренцію. Нова компанія служила центром сертифікації (ЦС), а її початковою місією було «забезпечення довіри до Інтернету та електронної комерції за допомогою наших послуг і продуктів цифрової автентифікації». До того, як продати свій сертифікаційний бізнес Symantec у 2010 році, Verisign налічувала понад 3 мільйони сертифікатів.
У 2010 році фірма Verisign продала свій підрозділ з аутентифікації, що включало в себе служби SSL (рівень захищених сокетів), PKI (інфраструктура відкритих ключів), Verisign Trust Seal і Verisign Identity Protection (VIP) фірмі Symantec за 1,28 мільярда доларів.
Колишній фіндиректор Verisign, Браян Робінс, оголосив у серпні 2010 про запланований переїзд компанії із Каліфорнії до Північної Вірджинії, так як 95 % її діяльності пов'язано зі східним узбережжям США.
Ціна акцій Verisign впала на початку 2014 року, чому сприяла заява уряду США про те, що він "передасть нагляд за системою доменних імен в Інтернеті неурядовій організації". Врешті-решт ICANN вирішила продовжити роль Verisign в якості адміністратора кореневої зони, і вони уклали новий контракт у 2016 році. 